# Petrotilapia
Genre
Petrotilapia est un genre de poisson d'eau douce de la famille des cichlidae endémique du lac Malawi en Afrique.

## Liste des espèces
Selon FishBase (25 janvier 2017) - (Cinq nouvelles espèces ont été décrites en 2011):
- Petrotilapia chrysos Stauffer & van Snik, 1996
- Petrotilapia flaviventris Lundeba, Stauffer & Konings, 2011
- Petrotilapia genalutea Marsh, 1983
- Petrotilapia microgalana Ruffing, Lambert & Stauffer, 2006
- Petrotilapia mumboensis Lundeba, Stauffer & Konings, 2011
- Petrotilapia nigra Marsh, 1983
- Petrotilapia palingnathos Lundeba, Stauffer & Konings, 2011
- Petrotilapia pyroscelos Lundeba, Stauffer & Konings, 2011
- Petrotilapia tridentiger Trewavas, 1935
- Petrotilapia xanthos Lundeba, Stauffer & Konings, 2011

### Note
Selon ITIS:
- Petrotilapia chrysos Stauffer & van Snik, 1996
- Petrotilapia genalutea Marsh, 1983
- Petrotilapia nigra Marsh, 1983
- Petrotilapia tridentiger Trewavas, 1935
- Petrotilapia microgalana